# Derxena aluaria
Derxena aluaria là một loài bướm đêm trong họ Geometridae.